# Kubschütz
Kubschütz är en kommun och ort i Landkreis Bautzen i förbundslandet Sachsen i Tyskland. Kommunen har cirka 2 500 invånare.